# Italský corso pes
Italský corso pes, známý také jako cane corso je molossoidní psí plemeno. Jeho historie sahá až do Starověkého Říma, kde byl nasazován v bitvách. Později se plemeno přizpůsobilo době a stali se z nich lovci divokých prasat a nakonec společníci a zároveň dobří hlídači.

## Historie

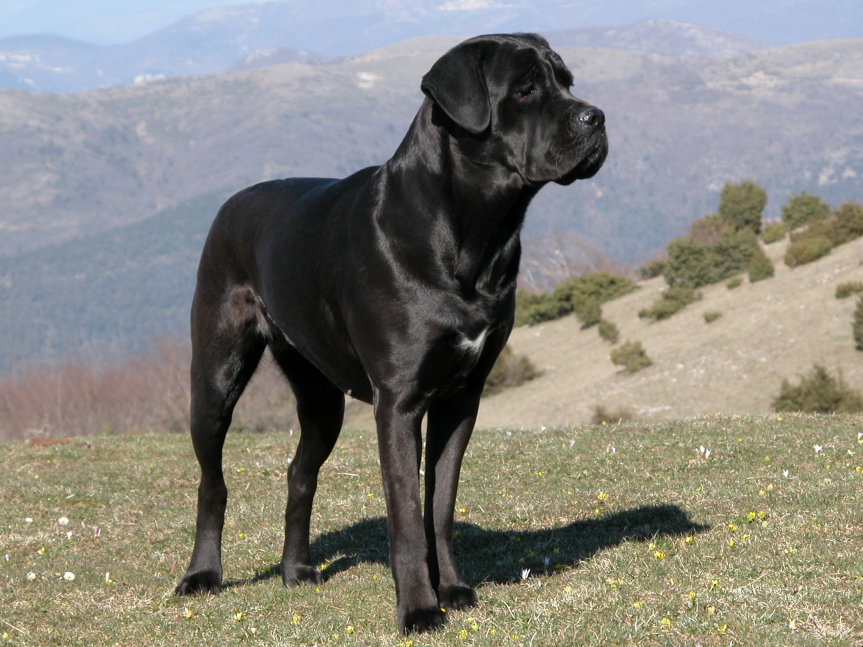
Dospělý jedinec s nekupírovanýma ušima

Historie italských corso psů začíná ve Starověkém Římě, kde se jejich přímí předci, známí pod názvem Canis Pugnax, využívali jako váleční psi. I po zániku Římské říše tito psi nepřestali existovat, ačkoliv se začali chovat hlavně jako hlídači. Na italském venkově je proto bylo možné pozorovat prakticky až do 19. století. Změny v systému zemědělství a hospodaření způsobily, že pes již nebyl nezbytností a postupně tak chov upadal až do poloviny 20. století, kdy byla populace minimální.
Několik jedinců však žilo v jižní Itálii, v provincii Apulie. V 70. letech se tak obnově plemene z těchto několika psů začali věnovat Francesco Ballotta a Antonio Morsiani. Z devatenácti cane corsů tak bylo zachráněno celé plemeno.
Roku 1983 byl sestaven první standard tohoto plemene. O pět let později se první jedinec dostal do Severní Ameriky. Roku 2000 byl v Česku založen chovatelský klub: Českomoravský klub cane corso. V roce 2007 bylo uznáno FCI.

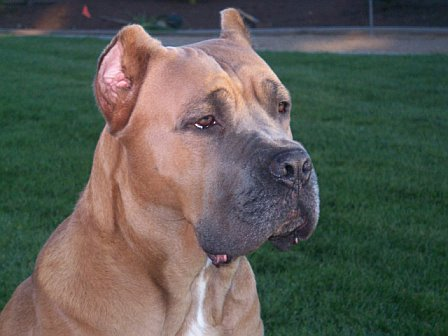

## Vzhled
Tělo tohoto obřího psa je pokryté krátkou a na dotek tvrdou srstí, která je většinou černá, šedá nebo žíhaná. Dobře kryje před vodou. Tělo je těžké konstrukce a je celé dobře osvalené a není čtvercového formátu, jako můžeme vidět třeba u hladkosrstého foxteriéra. Lebka je široká, typická pro většinu molossoidních psů. Oči jsou středně velké a oválné, různě zbarvené. Uši trojúhelníkovitého tvaru jsou nasazeny poměrně vysoko a nošené polovztyčené nebo přiléhající k hlavě. Krk je svalnatý, silný a rovný. Hřbet je také rovný a dobře osvalený. Ocas je poměrně vysoko nasazený a u kořene silnější, ke špičce se zužuje. Nohy jsou svalnaté a silné, přední tlapky jsou kočičí, zadní mají spíše oválný a kompaktnější tvar.
Dorůstá výšky 58 – 68 cm. Váha se pohybuje u fen v rozmezí 40 – 50 kg a u psů 55 – 65 kg. Na výstavách však bývají k vidění i jedinci mnohem větší.

## Povaha
Italský corso pes je velmi dobrým hlídacím psem, který neútočí, pokud nemá důvod, a nikdy ne první. Také je velmi odvážný a v případě ohrožení psovoda, rodiny nebo majetku umí tvrdě zakročit. Cizí ignoruje nebo se k nim chová odtažitě, ale beze známky agresivity. Pokud si budete chtít psa tohoto plemene osvojit např. z útulku, budou nutné častější návštěvy, aby si pes zvykl. K rodině se chová láskyplně, je velmi věrný a rád se mazlí. K dětem má skvělý vztah, má je rád a pokud se mu hry vašich dětí nebudou líbit, prostě uteče – ale má velmi vysoký práh bolesti. S jinými zvířaty v domácnosti vychází dobře, pokud byl s nimi jako štěně seznámen.

## Péče

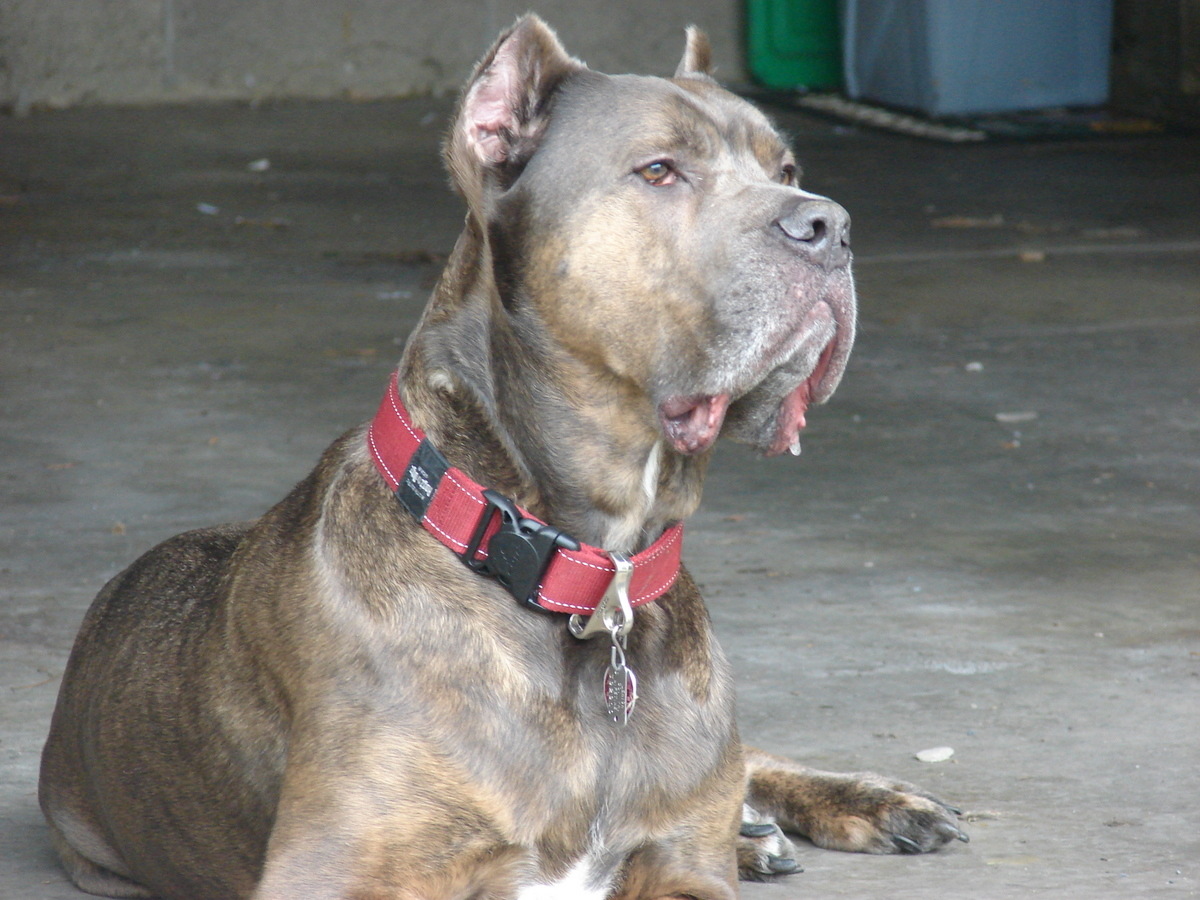

Srst tohoto plemene je naprosto nenáročná – stačí občas vyčesat, na výstavy také není potřeba speciální péče.
Dobrý pozor byste si ale měli dávat na uši, jelikož toto plemeno má sklony k zánětu zvukovodů. Dobré je proto odmalička psa naučit na to, že je občas prohlédnete – při takové prohlídce si k uším přičichněte, protože pokud z nich vychází zápach, signalizuje to zánět, také je prohmatejte, zda psa vaše doteky nebolí.
Do drápků se nemusí nijak zasahovat, pokud si je pes brousí o chodník nebo beton – pokud ne, tak bude potřeba je nechat občas zastřihnout, buď doma nebo u veterináře na každoroční prohlídce.
Výchova i výcvik jsou u tohoto plemene nutností. Plemeno se hodí spíše pro zkušenější chovatele, kteří si dokáží poradit s dominantními jedinci. Při výcviku se k němu musí přistupovat jinak než například německému ovčákovi nebo k retrívrovi. Nesmí se na ně silou nebo nátlakem. Jsou velice empatičtí, ale i tvrdohlaví. Musí se na ně tak, aby to dělali pro lásku k páníčkovi. Nesnášejí mnoho opakování, většinou se příkazy naučí velmi rychle a pamatují si je.
Procházky nevyžaduje, ale každému jedinci tohoto plemene udělá radost, když jej vezmete ven, nejlépe do přírody, kde je to pro něj přirozenější. Má sice rád pohyb, ale nesmíte jej přetěžovat, protože právě tito psi trpí častými bolestmi kloubů a je vhodné jim podávat doplněk stravy. Nikdy je neberte na kolo, velice rychle by si zničili klouby.

## Možná záměna
Italského corso psa lze lehko zaměnit s jinými molossoidními plemeny. Anglický mastif je mnohem těžší a lymfatičtější. Například neapolský mastin má výrazný nadbytek kůže a působí daleko těžkopádnějším dojmem. Kanárská doga zase bývá menší než cane corso a působí delším dojmem. Bandog není zdaleka tak jednotný v typu. Někteří jedinci nejsou od cane corso téměř rozeznatelní, zatímco jiní se podobají spíše pitbulům. Cane corso má zpravidla volnější pysky a je nepatrně těžší.

## Výzkum plemene
Výzkumem plemene Cane Corso se zabývá výzkumná skupina, kterou vede RNDr. Evžen Korec, CSc. Výzkumný program a dosažené výsledky jsou shrnuty http://www.koreccorso.cz/publikace/ .
Tato výzkumná skupina poprvé zjistila průměrnou délku života psů Cane Corso, která dosahuje 9,29 roku. Zároveň zjistila souvislosti mezi délkou života a zbarvením srsti. Nejdéle žijí černožíhaní psi (10,3 roku), žíhaní psi (10,13 roku), šedožíhaní (9,84 roku), následují žlutí (9,01 roku), černí (9 let), šedí (9 let) a psi jiných barev (8,09 roku).

## Zákazy a regulace chovu
Plemeno Cane Corso je zakázáno chovat a dovážet jako mnoho jiných molosských psů do Německa   a Francie. Zároveň je regulován chov plemene v Irsku, Kanadě (mimo Calgary) a na některých místech USA (například Arkansas, Oregon) a Anglie. 